# Карточето
Карточето (італ. Cartoceto) — муніципалітет в Італії, у регіоні Марке,  провінція Пезаро і Урбіно.
Карточето розташоване на відстані близько 220 км на північ від Рима, 55 км на захід від Анкони, 17 км на південь від Пезаро, 21 км на схід від Урбіно.
Населення — 7993 особи (2014).
Щорічний фестиваль відбувається 20 травня. Покровитель — San Bernardino.

## Демографія
Населення за роками:

Станом на 1 січня 2023 року в муніципалітеті офіційно проживали 604 іноземці з 48 країн, серед них 187 громадян країн Євросоюзу та 22 громадяни України.

## Сусідні муніципалітети
- Фано
- Момбароччо
- Монтемаджоре-аль-Метауро
- П'ядже
- Сальтара
- Серрунгарина